# Smithville Flats
Smithville Flats – jednostka osadnicza w Stanach Zjednoczonych, w stanie Nowy Jork, w hrabstwie Chenango.